# Espai / Temps
Espai / Temps (literalmente, espacio / tiempo) es una escultura del artista catalán Josep María Subirachs de 1967, situada en la esquina de la calle Marià Cubí con Via Augusta en Barcelona, España.
La estatua estaba pensada para que estuviera dentro del edificio de oficinas Mercurio, sin embargo, la realización de una boca de metro justo al lado propició que se quedara debajo del pórtico actual quedando a la vista de los ciudadanos. La obra se realizó apilando dieciséis cubos numerados de bronce cuya unión deja ver el cuerpo de una mujer de unas siete cabezas y media de alto. Cabe destacar los relieves que hacen referencia a la medición del tiempo, como los números de los bloques que dan forma a la escultura o la cabeza que Subirachs convirtió en un reloj.

## Galería

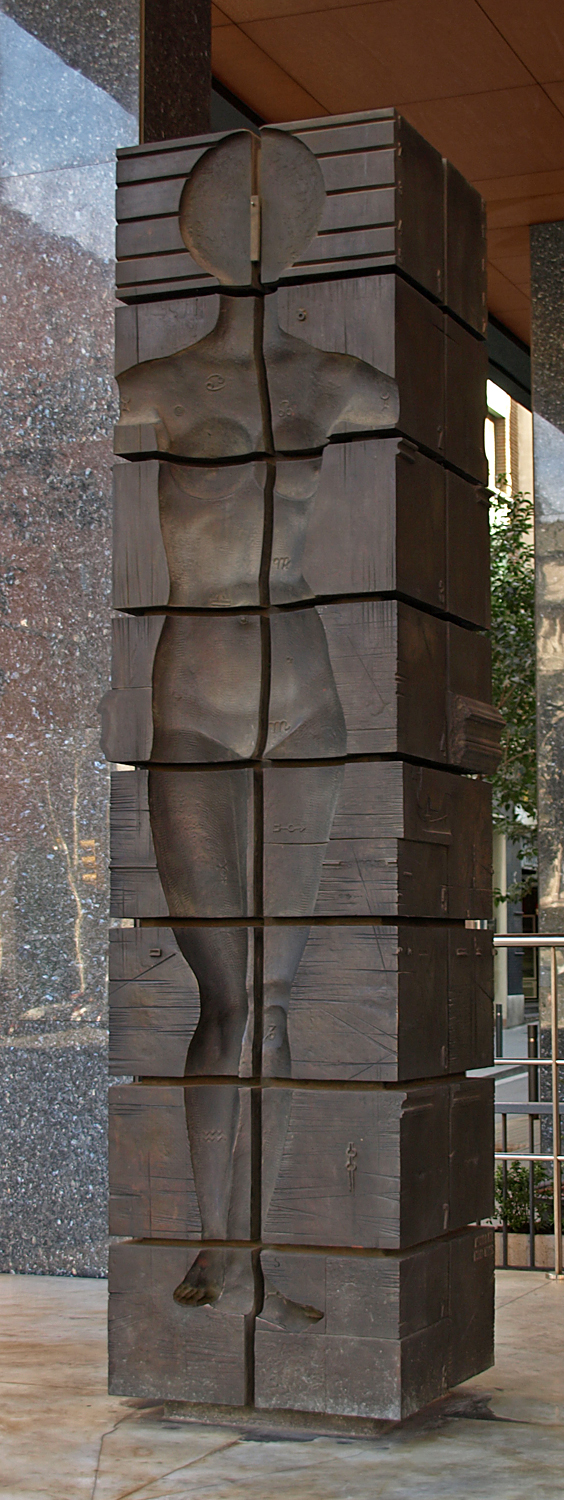
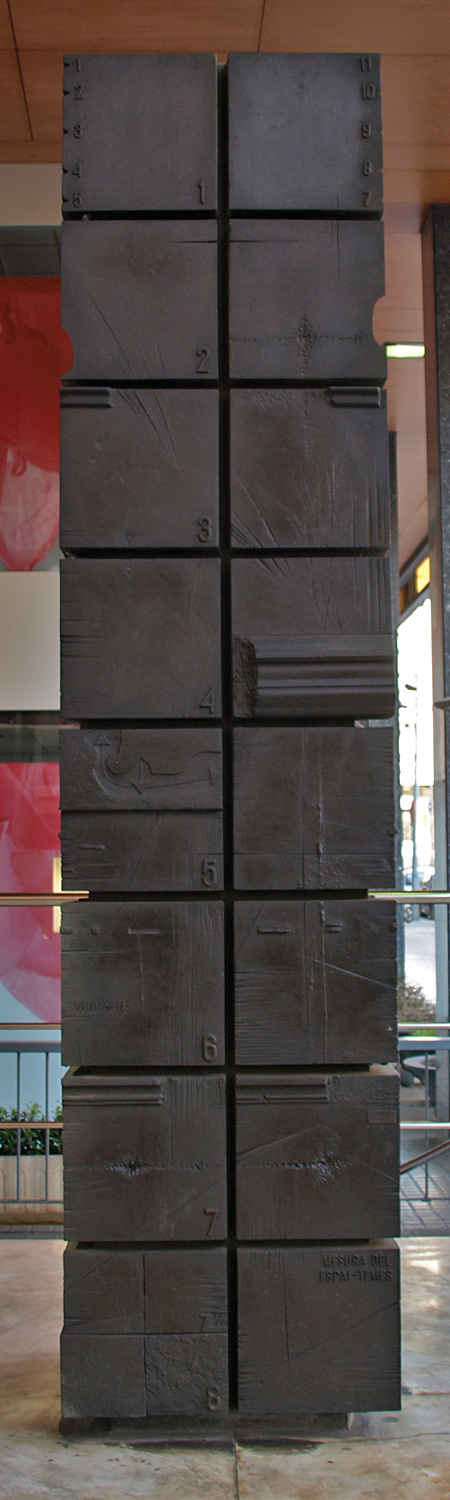
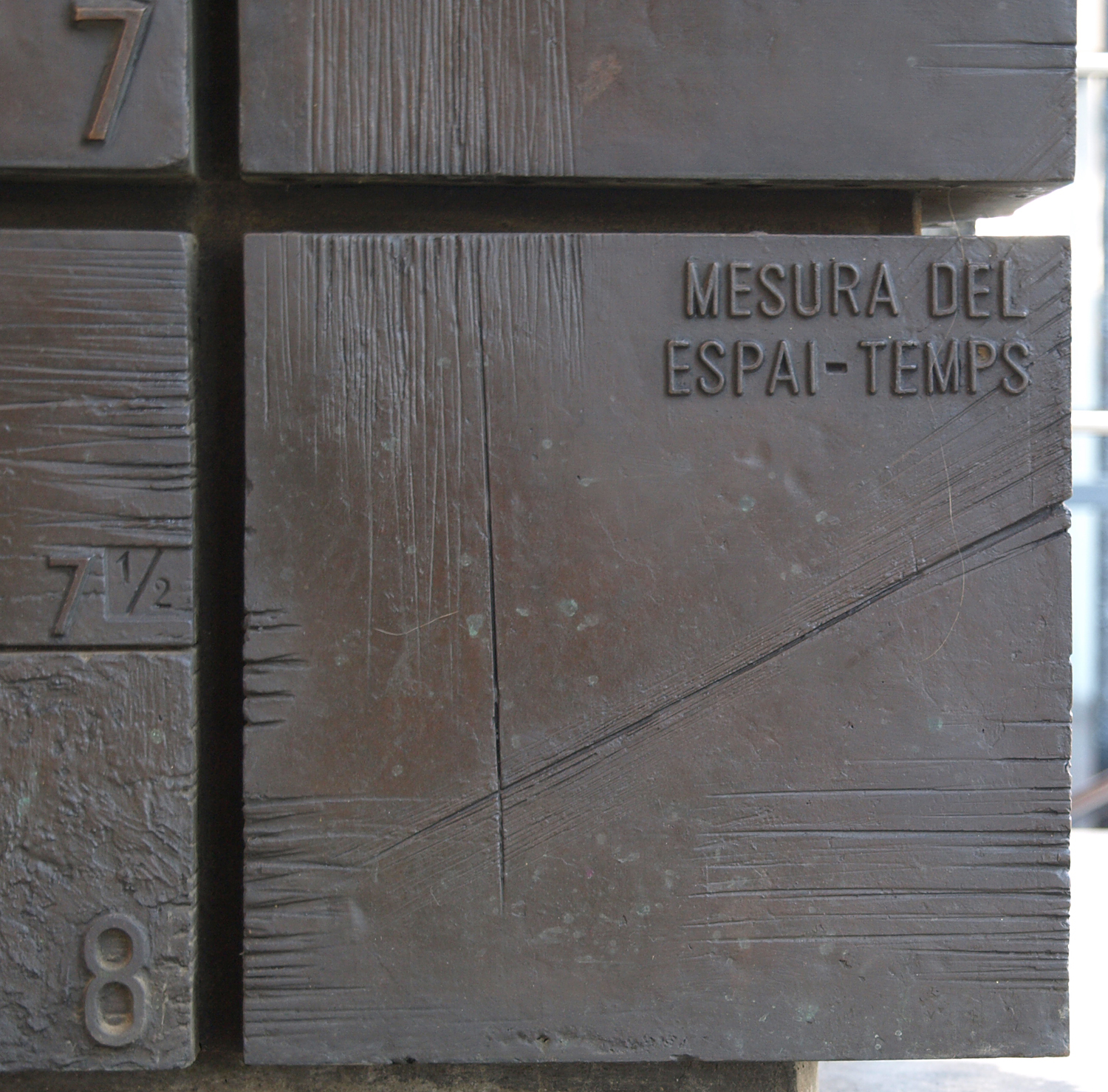
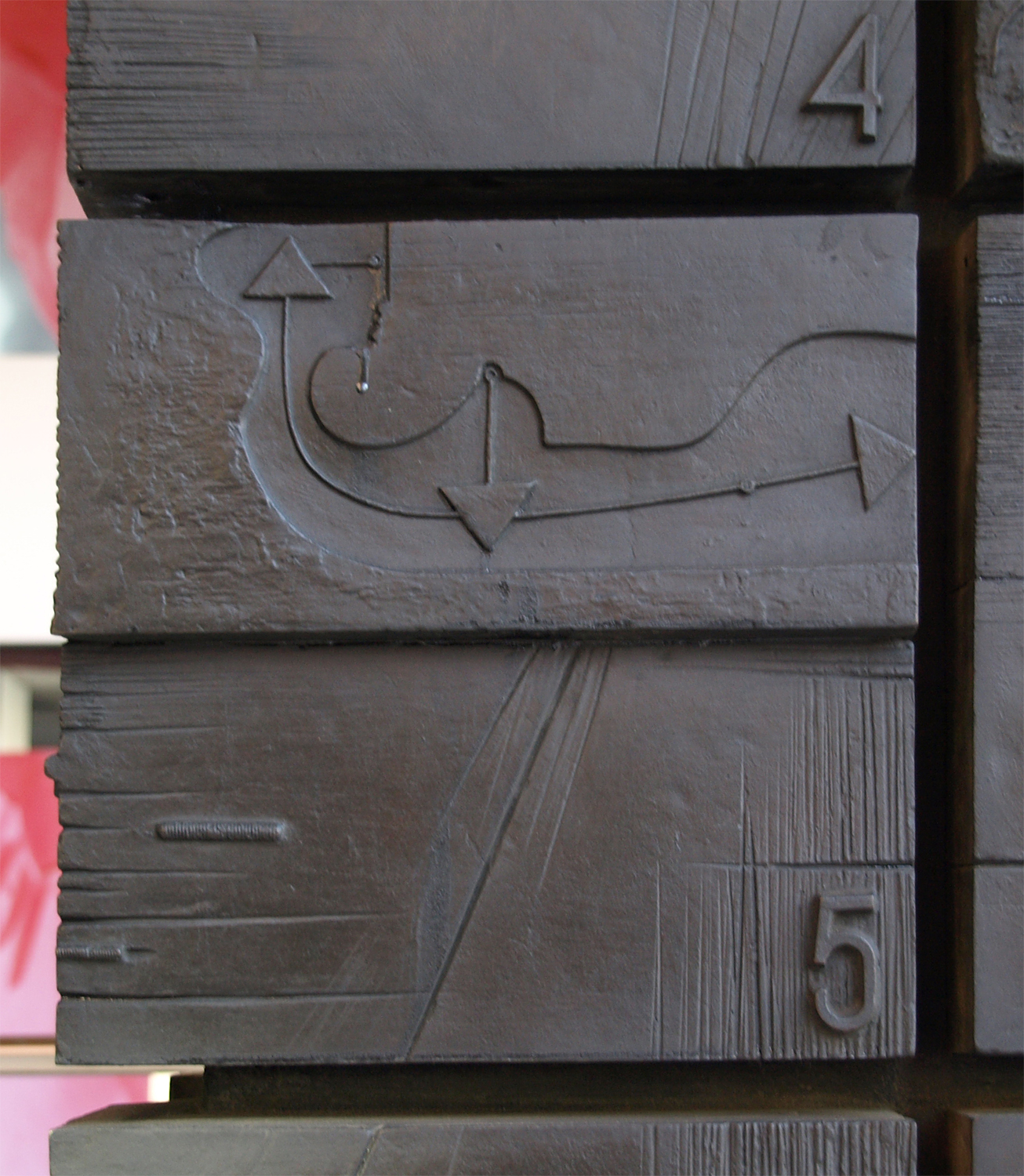
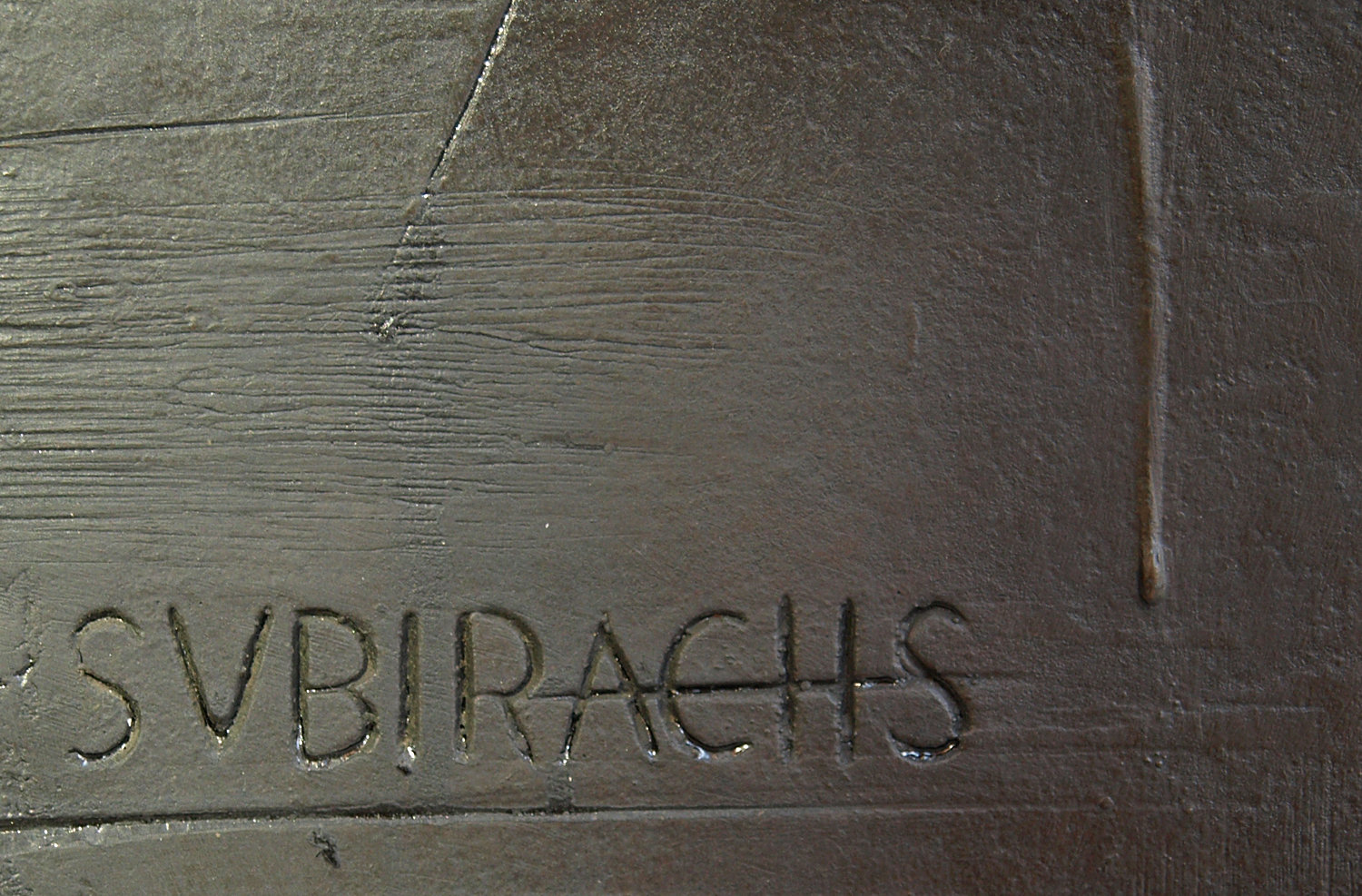